# Kai Oswald
Kai Oswald (* 29. November 1977 in Geislingen an der Steige) ist ein ehemaliger deutscher Fußballspieler. Von 2009 bis 2021 war er als Trainer im Nachwuchsbereich des VfB Stuttgart tätig. Von November 2015 bis Mai 2016 war er Assistenz-Trainer der ersten Mannschaft des VfB.

## Spieler
Seit der Winterpause der Saison 2005/06 war er bei der SpVgg Unterhaching aktiv. Zuvor spielte er beim Karlsruher SC (Saison 2004/05 und Hinrunde 2005/06), für den MSV Duisburg (2003/04), Hannover 96 (2002/03), Hansa Rostock (1999–2002), den VfB Stuttgart (1993–1999), den SC Geislingen (bis 1993) und die TG Böhmenkirch. In seiner Karriere bestritt der Abwehrspieler 73 Erstligaspiele und erzielte dabei drei Tore. In der Winterpause der Saison 2006/07 wechselte Oswald zum Ligakonkurrenten FC Carl Zeiss Jena. Dort gab er ein sehr unglückliches Debüt. Gegen Kickers Offenbach köpfte er ein Eigentor und brachte damit die Jenaer auf die Verliererstraße. Wenige Minuten später zog er sich eine so schwere Kreuzbandverletzung zu, dass er keine weiteren Spiele bestreiten konnte. Nach Ende der Saison 2007/2008 wurde ihm somit kein neues Vertragsangebot vorgelegt und er beendete seine Karriere.
Oswald bestritt ein Spiel für die Nationalmannschaft „Deutschland A2“.

## Trainer
Von 2009 bis 2021 war Oswald in verschiedenen Jugendmannschaften des  VfB Stuttgart Trainer.

## Familie
Oswald ist verheiratet und hat drei Kinder. Seine Hobbys sind die Familie und das Reisen.